# سیارک ۴۵۹۴
سیارک ۴۵۹۴ (به انگلیسی: 4594 Dashkova، نامگذاری:1980KR1) چهار هزار و پانصد و نود و چهارمین سیارک کشف شده‌است که در ۱۷ مه ۱۹۸۰ کشف شد.
قدر مطلق سیارک برابر ۱۴٫۳۰ است.